# Ublagovljenje
Ublagovljenje (ali komodifikacija) je pretvorba blaga, storitev, idej, narave, osebnih podatkov, znanja in ljudi v blago ali predmet trgovine, ki ga je mogoče kupiti in prodati.  Ublagovljenje pogosto kritizirajo, ker nekaterih stvari ne bi smeli obravnavati kot blago (voda, informacije, znanje, življenje ljudi in živali, podatki). Italijanski ekonomist Piero Sraffa je kapitalizem celo opredelil kot "proizvodnjo blaga z blagom" (the production of commodities by means of commodities) – kar pomeni, s proizvodnjo, s katero se tudi trguje: ne samo surovine in stroji, ampak tudi delovna sila, v kapitalizmu prodajajo delavci in kupujejo delodajalci.

## Terminologija
Najzgodnejša uporaba besede ublagovljenje (commodification) v angleščini, ki je bila potrjena v angleškem slovarju v Oxfordu, je iz leta 1975. Uporaba koncepta ublagovljenja je postala bolj pogosta s porastom kritične analize diskurza v semiotiki.

## Blago in ublagovljenje
Glavni dejavnik ublagovljenja je potreba po zmanjšanju stroškov delovne sile, vendar ima lahko tudi hude učinke: na primer tehnologija, razvita za zmanjšanje stroškov dela na enem področju, ustvarja možnosti za ustvarjanje novih želja ali potreb na drugem.
Ko se uglagovljenje celotne narave (vključno s človeško naravo – naše sanje in strahovi, prav tako tudi naši geni) postane tako znana, da bi jo bilo mogoče razumeti kot normalno, ostane le malo učinkovitih omejitev ublagovljenja. Proces je že šel zelo daleč – večina svetovnega kmetijstva in proizvodnje hrane je že blago. Prav tako tudi številne domače dejavnosti, ohranjanje sveže hrane so nadomestili hladilniki, pranje peril s pralnimi stroji, kuhanje z nakupom predhodno kuhane hrane in restavracijskih obrokov. Ne samo, da so bile ublagovljene kmetijske površine in zaloge sveže vode, temveč tudi deli oceanov (z ustvarjanjem in prodajo ekskluzivnih pravic do ribolova in vrtanja) in celo s samim zrakom (trgovanje z ogljikom je – teoretično – trg svežega zraka).
Človeško blago je izraz, ki se uporablja v primeru trgovine s človeškimi organi, plačanega nadomestka, znanega tudi kot ublagovljenje maternice in trgovine z ljudmi. Trgovina s sužnji kot oblika trgovine z ljudmi je oblika ublagovljenja ljudi.

## Vzroki in posledice ublagovljenja
Medtem ko je splošni glavni dejavnik ublagovljenja kapitalistična potreba po tem, da se blago in storitve donosno prodajo, pa se neposredni vzroki vsakega posameznega primera ublagovljenja zelo razlikujejo. Feministična politična ekonomistka Ursula Huws je prikazala, kako ublagovljenje vključuje cikel uničenja in zamenjave delovnih mest. Izum motornih avtomobilov je izpodrinil delavce avtobusov in ustvaril delovna mest v proizvodnji avtomobilov. Ker so proizvajalci avtomobilov nadomestili ročno delo s tehnologijo množične proizvodnje, so bila delovna mesta izgubljena pri izdelavi avtomobilov, vendar so nastala pri proizvodnji storitev, potrebnih za množično proizvodnjo. Toda učinki na zaposlovanje še zdaleč niso edini pomembni. Ublagovljenje kmetijstva vodi v tovarniško kmetovanje, izjemno koncentracijo živine in povečano tveganje za epidemije.

## Ublagovljenje in komoditizacija
Izraza ublagovljenje in komoditizacija se včasih uporabljata sinonimno, zlasti v smislu tega članka, za opis postopka izdelovanja blaga iz vsega, kar prej ni bilo na voljo za trgovanje.
Vendar jih drugi avtorji razlikujejo (kot v tem članku), pri čemer ublagovljenje, ki se uporablja v družbenih okoliščinah, pomeni, da je nekomercialno blago postalo komercialno, običajno s konotacijami »pokvarjeno s trgovino«, medtem ko se v poslovnih okoliščinah komoditizacija uporablja, ko je trg za obstoječi izdelek postal trg blaga, kjer so proizvodi zamenljivi in obstaja velika konkurenca cen. »Mikroprocesorji so komoditizirani. Ljubezen je ublagovljena.
Ublagovljenje (začetek v zgodnjih 1950-ih) se uporablja za opis postopka, po katerem nekaj, kar nima ekonomske vrednosti, dobi vrednost.
Komoditizacija (zgodnja 1990-ta leta v poslovni teoriji) je postopek, v katerem blago, ki ima ekonomsko vrednosti in se razlikuje po atributih (edinstvenost ali blagovna znamka), v očeh trga ali potrošnikov postane preprosto blago.